# Lactobacillus equi
Lactobacillus equi è una specie di batterio appartenente alla famiglia delle Lactobacillaceae.